# Buinsk (Tatarstan)
Buinsk (russisch Буинск; tatarisch Буа Bua) ist eine Stadt in der Republik Tatarstan (Russland) mit 20.352 Einwohnern (Stand 14. Oktober 2010).

## Geografie
Die Stadt liegt etwa 140 km südwestlich der Republikhauptstadt Kasan an der Karla, einem linken Nebenfluss der in die Wolga mündenden Swijaga. Die Stadt ist nicht zu verwechseln mit der gleichnamigen Siedlung städtischen Typs Buinsk in der Nachbarrepublik Tschuwaschien.
Buinsk ist der Republik administrativ direkt unterstellt und zugleich Verwaltungszentrum des gleichnamigen Rajons.
Die Stadt liegt an der Eisenbahnstrecke (Kasan–) Swijaschsk–Uljanowsk–Sysran–Saratow–Wolgograd (Station Bua), der während des Zweiten Weltkrieges 1942 errichteten sogenannten Wolgarochade.

## Geschichte
Der Ort wurde erstmals um 1700 urkundlich erwähnt (Angaben zwischen 1691 und 1703) und erhielt 1780 das Stadtrecht. Der Ortsname leitet sich vom tatarischen Wort für Wehr ab.
| Jahr | Einwohner |
| ---- | --------- |
| 1897 | 4.213     |
| 1926 | 4.730     |
| 1939 | 5.902     |
| 1959 | 9.021     |
| 1970 | 14.852    |
| 1979 | 15.610    |
| 1989 | 16.800    |
| 2002 | 19.736    |
| 2010 | 20.352    |

Anmerkung: Volkszählungsdaten

## Kultur und Sehenswürdigkeiten
In Buinsk befinden sich die restaurierte Dreifaltigkeitskirche (Троицкая церковь Troizkaja zerkow) sowie eine Moschee. Seit 1994 gibt es ein Heimatmuseum.

## Wirtschaft
Buinsk ist Zentrum der Nahrungs- und Genussmittelindustrie (Molkerei, Zuckerfabrik, Hefe, Fleisch, Tabak). Daneben befinden sich hier Betriebe des Gerätebaus und der Textilindustrie.

## Söhne und Töchter der Stadt
- Alexander Kasankin (1900–1955), Generalleutnant[2][3]
- Wladimir Trussenjow (1931–2001), Diskuswerfer